# Kalseru Virga
Kalseru Virga est un ensemble de stries sur Titan, satellite naturel de Saturne.

## Caractéristiques
Kalseru Virga est centré sur 36° de latitude sud et 137° de longitude ouest, et mesure 630 km dans sa plus grande dimension.

## Observation
Kalseru Virga a été découvert par les images transmises par la sonde Cassini.
Il a reçu le nom de Kalseru, déesse serpent dans la mythologie aborigène.